# Az Egyesült Királyság miniszterelnöke
Az Egyesült Királyság miniszterelnöke az Egyesült Királyság kormányfője, tanácsot ad az uralkodónak, vezeti a kabinetet és kiválasztja annak minisztereit. Miniszterelnök csak olyan személy lehet, akit a képviselőházba beválasztottak.
A miniszterelnöki tisztséget semmilyen alkotmányos dokumentum nem állapította meg, annak legitimitása régóta fennálló egyezményeken nyugszik, amelynek értelmében a regnáló uralkodó azt a személyt nevezi ki miniszterelnöknek, akinek sikerült „kivívnia” a képviselőház bizalmát. Ez a személy jellemzően annak a politikai pártnak vagy pártkoalíciónak a vezetője, amelyik az adott kamarában a legtöbb mandátummal rendelkezik.
A miniszterelnök ex officio a kincstár első lordja, közszolgálati, és a nemzetbiztonságért felelős miniszter is.

## Fordítás
Ez a szócikk részben vagy egészben  a   Prime Minister of the United Kingdom című angol Wikipédia-szócikk ezen változatának fordításán alapul.  Az eredeti cikk szerkesztőit annak laptörténete sorolja fel. Ez a jelzés csupán a megfogalmazás eredetét és a szerzői jogokat jelzi, nem szolgál a cikkben szereplő információk forrásmegjelöléseként.